# المسار 1 (قطار الرياض)
المسار الأول أو المسار الأزرق أو الخط الأزرق هو أحد الخطوط الستة لشبكة قطار الرياض «مترو الرياض» بمدينة الرياض وسط السعودية. يغطي محور العليا – البطحاء – الحاير بطول 38 كيلومتر، حيث يربط شمال الرياض بجنوبها على طول شارعي العليا والبطحاء.
تم بناؤه وتصميمه من قبل اتحاد شركات بكتل والمباني وشركة اتحاد المقاولين وسيمنز.

## المسار
| الرمز | اسم المحطة              | محطة تحويل                                                           |
| ----- | ----------------------- | -------------------------------------------------------------------- |
| 11    | ساب                     |                                                                      |
| 12    | د. سليمان الحبيب        |                                                                      |
| 13    | المركز المالي           | المركز المالي (المسار الأصفر) 11، المركز المالي (المسار البنفسجي) 11 |
| 14    | المروج                  |                                                                      |
| 15    | حي الملك فهد            |                                                                      |
| 16    | حي الملك فهد 2          |                                                                      |
| 17    | إس تي سي                | إس تي سي (المسار الأحمر) 15                                          |
| 18    | الورود 2                |                                                                      |
| 19    | العروبة                 |                                                                      |
| 20    | مصرف الإنماء            | مسار الحافلات 9 (المسار البنفسجي) العليا 14 والعليا 15               |
| 21    | بنك البلاد              |                                                                      |
| 22    | مكتبة الملك فهد الوطنية |                                                                      |
| 23    | وزارة الداخلية          |                                                                      |
| 24    | المربع                  |                                                                      |
| 25    | الجوازات                |                                                                      |
| 26    | المتحف الوطني           | المتحف الوطني (المسار الأخضر) 22                                     |
| 27    | البطحاء                 |                                                                      |
| 28    | قصر الحكم               | قصر الحكم (المسار البرتقالي) 20                                      |
| 29    | العود                   |                                                                      |
| 30    | سكيرينة                 |                                                                      |
| 31    | منفوحة                  | خط الحافلات السريع منفوحة 19                                         |
| 32    | مستشفى الإيمان          |                                                                      |
| 33    | مركز النقل العام        | محطة تبادلية مركز النقل                                              |
| 34    | العزيزية                |                                                                      |
| 35    | الدار البيضاء           |                                                                      |